# Lorkovitschia
Lorkovitschia är ett släkte av skalbaggar. Lorkovitschia ingår i familjen Cetoniidae.
Kladogram enligt Catalogue of Life:
| Lorkovitschia | \| \| Lorkovitschia raja \| \| \| \| \| \| Lorkovitschia rustica \| \| \| \| |
|               | \| \| Lorkovitschia raja \| \| \| \| \| \| Lorkovitschia rustica \| \| \| \| |
|               | Lorkovitschia raja                                                           |
|               |                                                                              |
|               | Lorkovitschia rustica                                                        |
|               |                                                                              |